# Karl Aichhorn (Politiker)
Karl Aichhorn (* 20. April 1903 in Wien; † 20. Februar 1967 ebenda) war ein österreichischer Politiker (ÖVP) und Abgeordneter zum Nationalrat.

## Leben
Aichhorn besuchte die Volksschule, vier Klassen Realschule, zwei Klassen Handelsakademie und war dann im Beruf des Bäckers tätig. Nachdem er zunächst bei Ankerbrot gearbeitet hatte, übernahm er 1935 den väterlichen Bäckereibetrieb.
Der ÖVP trat er nach dem Krieg im Jahre 1945 bei und war in der V. und VI. Gesetzgebungsperiode von 19. Dezember 1945 bis zum 18. November 1950 für die ÖVP im Nationalrat. Er trat aus der ÖVP aus und war noch bis zum 18. März 1953 ohne Klubzugehörigkeit im Parlament.
Zudem war er Bezirksleiter-Stellvertreter der ÖVP im 12. Wiener Gemeindebezirk Meidling und Bezirksvertrauensmann der Wiener Bäckerinnung für den 12. Wiener Gemeindebezirk.